# Baota
Baota (en chino, 宝塔; pinyin, Bǎotǎ) es un distrito urbano bajo la administración directa de la Prefectura Yan'an en la Provincia de Shaanxi, República Popular China.  Su área es de 3539 km² y su población total para 2010 superó los 470 mil habitantes.

## Administración
Desde julio de 2023, el  Distrito Baota se divide en 18 pueblos que se administran en 5 subdistritos, 12   poblados y 1 villa étnica.